# Запретная комната
Запретная комната (англ. The Forbidden Room) — канадский драматический фильм, снятый Гаем Мэддином. Мировая премьера ленты состоялась 26 января 2015 года на кинофестивале «Сандэнс».

## Сюжет
На подводной лодке SS Plunger закончился запас кислорода. Начался отсчет верной смерти. Экипаж тщетно ищет капитана, единственного способного их спасти. Внезапно, невероятным образом, среди них появляется заблудившийся лесоруб и рассказывает им, как он сбежал от Грозного клана пещерных людей. Его возлюбленную похитили свирепые мужчины, и он готов на все, чтобы вытащить её оттуда.

## В ролях
- Рой Дюпюи — Чезаре
- Клара Фьюри — Марго
- Луис Негин — Марв/Смизи/Марс/Организатор/мистер Ланьон
- Удо Кир — граф Югх/дворецкий/мертвый отец/защитник/фармацевт
- Григорий Гладий — Джарвис/ доктор Дин/ муж
- Карин Ванасс — Флоренс Лабади
- Матьё Амальрик — Тадеуш М____ / Остлер
- Джеральдина Чаплин — мастер Страсть / няня / тётя Шанс
- Каролин Даверна — Гонг
- Мария де Медейруш — Слепая мать / Клотильда
- Андре Вильм — хирург
- Шарлотта Рэмплинг — мать Остлера
- Ариана Лабед — Алисия Уорлок / горничная
- Адель Энель — немой инвалид
- Амира Казар — Миссис M____
- Жан-Франсуа Стевенен — доктор
- Энтони Лемке — Бад
- Элина Лёвенсон — сестра